# Lophius piscatorius
El rape común o rape blanco (Lophius piscatorius) es una especie de pez lofiforme de la familia Lophiidae distribuido por el noreste del océano Atlántico, el mar Mediterráneo y el mar Negro.

## Anatomía

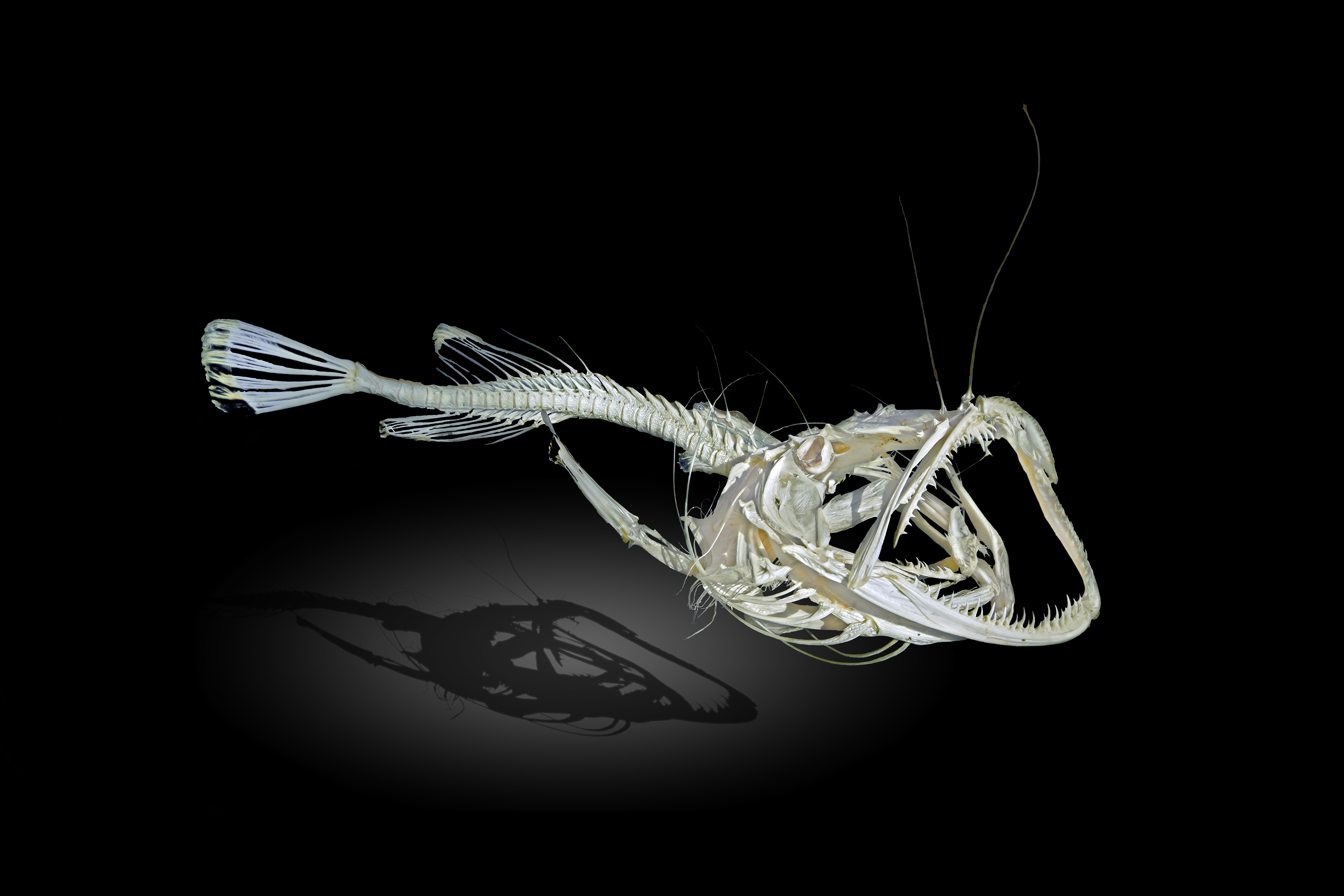
Lophius piscatorius

Es una especie de gran tamaño, con una longitud máxima normal de unos 100 cm, aunque se ha descrito un ejemplar de 200 cm, además de que pueden alcanzar una elevada edad de hasta 24 años. Tiene 8 espinas muy largas en la aleta dorsal, con una cabeza y cuerpo muy deprimidos, de forma que al posarse en el fondo apenas sobresale; la boca es muy amplia y cavernosa; piel delgada y aflojada, sin escamas.

## Hábitat y forma de vida
Vive en aguas profundas posado directamente sobre el fondo marino, en un rango de profundidad entre 200 y 1000 metros. Prefiere los suelos arenosos y fangosos próximos a la costa —aunque también se le puede encontrar en fondos rocosos—, en los que permanece semienterrado y quieto esperando a su presa, que es atraída por el fino filamento pescador sobre su boca. Se alimenta principalmente de peces, aunque también puede capturar aves marinas.
Un rape macho madura alrededor de los 4 años y crece hasta unos 50 cm con una gónada blanca en forma de tubo. Las hembras tardan 2 años más en madurar y miden en promedio alrededor de 80 cm y poseen una gónada en forma de banda naranja. 
El macho es de mucho menor tamaño que la hembra. En el apareamiento el macho muerde a la hembra en su zona ventral, disuelve su piel en la zona del mordisco y mediante enzimas, queda soldado a su cuerpo de por vida. De esta forma el macho se alimenta de los nutrientes de la hembra y se convierte en un reservorio de esperma fertilizador de huevos.

## Pesca
Es una especie muy pescada y comercializada, tanto fresco como congelado. Es muy tradicional en gastronomía y existen múltiples formas de cocinarlo; su precio en el mercado es muy alto. No se suele usar en acuariología debido al enorme tamaño que alcanza.